# Olivier Vandecasteele
Olivier Vandecasteele est un travailleur humanitaire belge. Le 24 février 2022, il est arrêté à Téhéran en Iran où il est arbitrairement emprisonné pendant 15 mois. En janvier 2023, il est condamné à 40 ans de prison et 74 coups de fouets à la suite d'un procès mascarade pour « espionnage, coopération avec le gouvernement américain, contrebande de devises pour 500 000 dollars et blanchiment d’argent ». Il est enfin libéré le 26 mai 2023, après plus de 456 jours de détention, à la suite de négociations entre les gouvernements belge et iranien menées sous la houlette du gouvernement omanais. Trois autres détenus européens (2 Autrichiens : Massoud Mossaheb et Kamran Ghaderi, ainsi qu'un Danois : Thomas Kjems) condamnés et également retenus comme otages en Iran, seront également libérés quelques jours plus tard (car tous trois inclus dans l'accord négocié par le gouvernement belge), en échange d'Assadollah Assadi, un agent et ex-diplomate iranien condamné pour terrorisme en Belgique quelques années plus tôt.
En 2024, Olivier Vandecasteele fonde "Protect Humanitarians", une ONG indépendante et neutre qui plaide pour une meilleure protection du personnel humanitaire de première ligne, l’amélioration du soutien en santé mentale, et l’augmentation de l’aide juridique aux victimes et survivants.

## Biographie
Olivier Vandecasteele est né le 19 janvier 1981 à Tournai, en Belgique. Olivier Vandecasteele a passé son enfance dans la ville de Tournai et a étudié ses secondaires au collège Notre-Dame de Tournai et deux années au Sint-Amandscollege à Courtrai. Il entreprend ensuite des études universitaires à Bruxelles à l'Université Saint-Louis, et ensuite à Louvain-la-Neuve à l'UCLouvain. Il termine son cursus universitaire par une dernière année à la Katholieke Universiteit Leuven, à Louvain.
Il travaille ensuite comme responsable humanitaire pour plusieurs organisations non gouvernementales (ONG), notamment en Afghanistan, au Mali et pour la région du Sahel, et ensuite comme Country Director pour plusieurs ONG en Iran (il a notamment travaillé pour les ONG suivantes : Bioforce, Médecins du Monde France, Médecins du Monde Belgique, Norwegian Refugee Council, ...).
En 2024, il fonde l'ONG "Protect Humanitarians", une alliance qui plaide pour une meilleure protection du personnel humanitaire de première ligne, l’amélioration du soutien en santé mentale, et l’augmentation de l’aide juridique aux victimes et survivants.

## Détention en Iran

### Contexte
Après avoir notamment travaillé pour l'ONG "Norwegian Refugee Council", Olivier Vandecasteele retourne en Belgique après avoir passé six ans en Iran. Il retourne en février 2022 en Iran (pour un court séjour) afin de faire rapatrier ses effets personnels et ainsi clore son bail et ses comptes bancaires (des démarches qui ne peuvent pas se faire à distance). La veille de son retour, Olivier est arrêté de manière arbitraire et violente par des hommes de noir vêtus (se faisant passer pour le livreur de pizza et qui - à aucun moment -  ne se seront identifiés auprès des personnes présentes) lors d'un diner entre amis dans la capitale, Téhéran.

#### Contexte en Iran
Depuis la révolution islamique de 1979, l'Iran est régulièrement sujet à de nombreuses manifestations et contestations, souvent lourdement réprimées. De plus, les sanctions internationales ne font que durcir le régime. En septembre 2022, la mort de Mahsa Amini a lancé une nouvelle vague de manifestations dans le pays. La pression faite sur l'Iran et son régime est énorme. En réponse, elle continue à mettre l'Occident (les États-Unis d'Amérique et l'Europe principalement) à sa volonté en pérennisant sa politique de la diplomatie des otages (via la prise d'otages d'occidentaux ou bi-nationaux). L'un des cas les plus mondialement connus fut la prise d'otages de l'ambassade des États-Unis en Iran en 1979; communément appelée "la crise des otages américains en Iran".

## Conditions d'incarcération en Iran

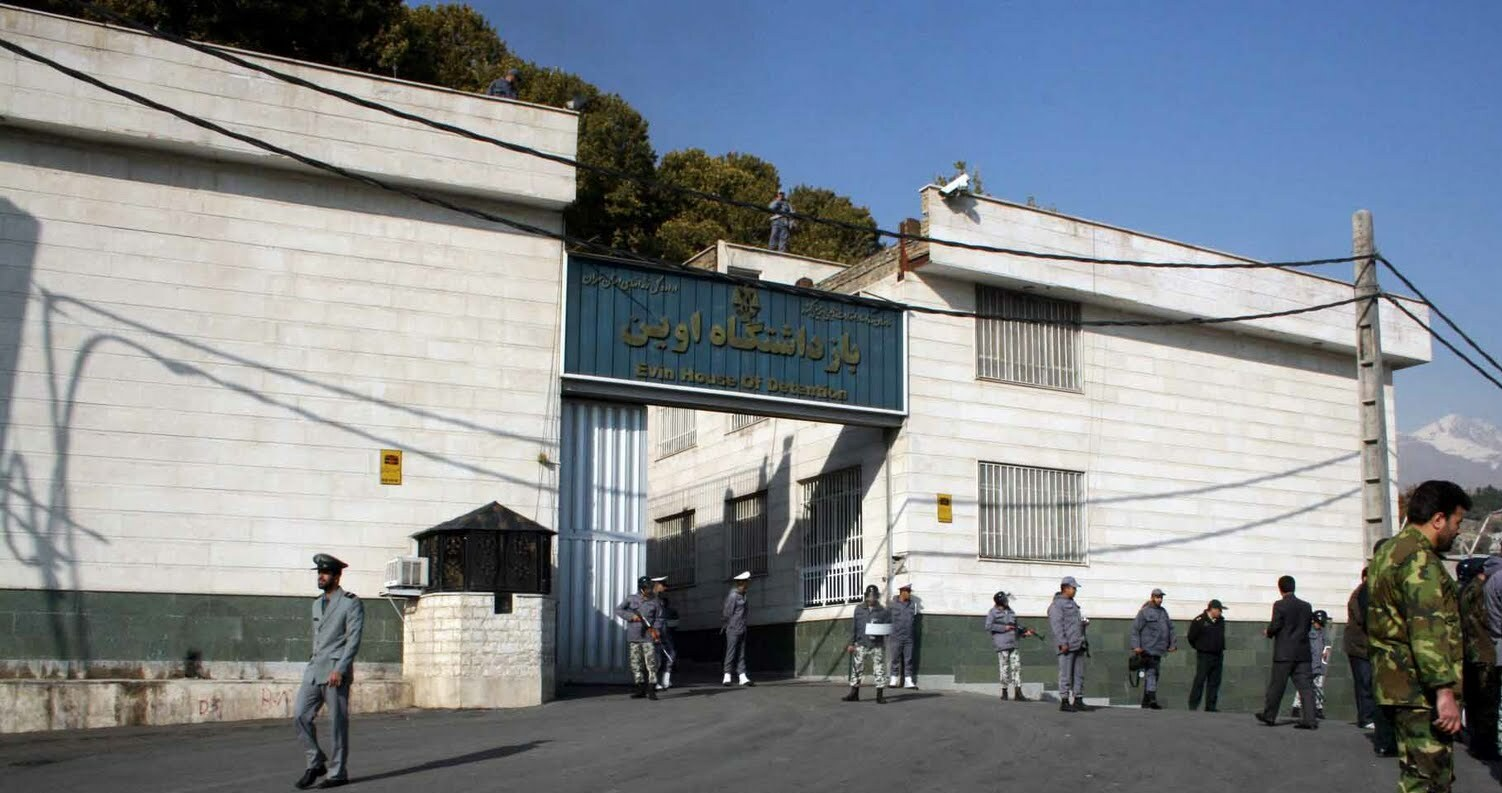
La prison d'Evin, à Téhéran, qui a pris feu en 2022 et où est incarcéré Olivier Vandecasteele.

Olivier Vandecasteele a été incarcéré en début et fin de détention dans la prison d'Evin, dans la capitale iranienne. Son lieu de détention entre août 2022 et mars 2023 reste encore inconnu à ce jour. Olivier Vandecasteele a été assujetti à de pratiques de torture et une disparition forcée par l'état iranien tel que reconnu par Amnesty International et l'ONU[réf. nécessaire]. Tout au long de sa détention arbitraire, Olivier Vandecasteele aura subi des conditions de détention dégradantes. Il a vécu à l'isolement complet pendant plus de 13 mois, dont trois mois dans une cellule sans mobilier avec un éclairage allumé 24h/24 et un régime alimentaire très pauvre principalement constitué de pommes de terre, de lentilles et de sucre. En juillet 2022, près de six mois après son incarcération, ses proches n'étaient entrés en contact avec lui qu'une seule fois. Fin novembre 2022, après plus de 7 semaines sans nouvelles et grâce à une visite consulaire, ses proches apprennent qu'il a débuté une grève de la faim depuis quelques semaines. Il finira par se réalimenter après plusieurs semaines et à la demande insistante de sa famille.

## Assadolah Assadi
Pour les articles homonymes, voir Assadi.
Assadolah Assadi joue un rôle central dans le futur de cette affaire. Cet ex-diplomate iranien est emprisonné à Anvers, en Belgique, pour avoir projeté un attentat contre les moudjahidines du peuple, une organisation de résistance iranienne au régime actuellement en place en Iran. Ce projet d'attentat visait la ville de Villepinte, près de Paris, en France. Si le traité entre les deux parties, la Belgique et l'Iran, portant sur le transfert de prisonniers condamnés est en sommeil, c'est entre autres en raison de la saisie de la Cour institutionnelle belge par les moudjahidines du peuple (MEK) pour qu'Assadi reste bien en Belgique. Selon eux, leur donner Assadi, c'est se plier aux ordres donnés par l'Iran et ça ne serait pas la meilleure façon de régler le problème.

## Condamnation en Iran et recours juridiques en Belgique
Vandecasteele est, dans un premier temps, reconnu coupable de quatre chefs d’accusations : espionnage, coopération avec le gouvernement américain, contrebande de devises pour 500 000 dollars et blanchiment d’argent, et condamné à 28 années de prison en décembre 2022 avant d'être finalement condamné en janvier 2023 à une plus lourde de peine : à savoir, 40 ans de prison et 74 coups de fouets en Iran à la suite d'un procès mascarade et expéditif[réf. nécessaire] (une pratique pénale courante dans ce pays du Moyen-Orient), où il est incarcéré depuis le 24 février 2022 après avoir été arrêté dans la capitale, Téhéran. Il écope également d'une lourde amende d'un million de dollars.
Pendant les 11 premiers mois de sa détention et malgré de nombreuses demandes, ni la famille Vandecasteele ni le gouvernement belge ne connaissent les raisons de son incarcération.
Les raisons de sa condamnation sont, selon l'agence de presse iranienne Tasnim, l'espionnage, la coopération avec les États-Unis d'Amérique contre l'Iran, de la contrebande de devises et du blanchiment d'argent. C'est cette même source qui a renseigné sur la peine de Vandecasteele. La Belgique représentée par son Premier Ministre, son Ministre de la Justice ou encore la ministre des Affaires étrangères, Hadja Lahbib, a toujours indiqué qu'Olivier est innocent et doit être libéré, et dénonce la diplomatie des otages mise en place en Iran depuis 1979, notamment avec le Royaume-Uni et les États-Unis d'Amérique, contre une dette non payée ou d'autres otages. Dans ce cas, il s'agit probablement d'une volonté de la part du régime iranien de vouloir échanger des otages; à savoir Olivier Vandecasteele, arrêté en Iran, et l'iranien Assadollah Assadi, incarcéré en Belgique, à Anvers, le 4 février 2021 à la suite d'un projet d'attentat à Villepinte, près de Paris, en France. Bien qu'un traité de transfèrement de prisonniers condamnés fut signé entre les deux pays et voté en Belgique par le Parlement fédéral le 20 juillet 2022, celui-ci fut suspendu pendant de très nombreux mois à la suite d'un recours devant la Cour constitutionnelle de Belgique par divers partis dont le Conseil National de la Résistance Iranienne : un groupement d'opposition iranienne mais également l'association Justice For Iran ou encore des personnes privées telles qu'Ingrid Betancourt. Ce traité aurait pu faciliter le retour d'Olivier Vandecasteele mais pas celui du professeur de la Vrije Universiteit Brussel (VUB) Ahmadreza Djalali, arrêté en Iran et emprisonné depuis 2016 puisqu'il ne peut s'appliquer qu'aux citoyens belges condamnés en Iran. D'après le spécialiste du Moyen-Orient et de l'Iran, l'historien Jonathan Piron, [le changement de peine de 28 ans à 40 ans et 74 coups de fouet] : "Cela démontre le flou qui règne autour de ce jugement arbitraire fait en dehors de toutes les règles élémentaires de justice ... C’est l’illustration même de l’instrumentalisation du sort d’Olivier Vandecasteele par le régime iranien qui augmente la pression sur la Belgique en aggravant graduellement la peine».
Lors d'une rare visite consulaire fin 2022, Olivier Vandecasteele déclare avoir participé à une mise en scène pendant son jugement (procès expéditif, pas d'accès à un avocat de son choix, ni a aucune pièce de son dossier, ...) ; il apparait très amaigri et déclare avoir débuté, depuis plusieurs semaines, une grève de la faim.
L'ambassadeur belge à Téhéran n'aura eu que sporadiquement et difficilement accès à Olivier Vandecasteele. En effet, ce dernier a fait l'objet de tortures et d'une longue disparition forcée tel que reconnu par l'organisation de défense des droits de l'Homme Amnesty International ainsi que par les experts de l'ONU. En effet, son cas a été pris en charge et officiellement reconnu par le groupe de travail de l'ONU en charge des détentions arbitraires (voir compte rendu ici). Olivier a passé le début et la fin de sa détention en Iran au sein de la sinistre prison d'Evin. Son lieu de détention entre août 2022 et mars 2023 reste, à ce jour, inconnu.
Le 10 janvier 2023, sa peine de 40 ans est confirmée, outre l'agence de presse Tasnim, par l'organe judiciaire iranien Mizan Online qui justifie que ce sont bien l'« espionnage contre la République islamique d'Iran au profit d'un service de renseignement étranger », la « coopération avec un gouvernement hostile, les États-Unis, contre la République islamique d'Iran », pour « contrebande professionnelle de devises d'un montant de 500.000 dollars » et pour « blanchiment d'argent ». D'après la source iranienne, l'agence de presse Tasnim, Vandecasteele a le droit de faire appel et devra purger une peine de prison de douze ans et demi avant de pouvoir prétendre à une révision de son jugement.

## Ingrid Betancourt
Ingrid Betancourt, ancienne sénatrice de la république de Colombie, ancienne otage des Forces armées révolutionnaires de Colombie (FARC) et proche de MEK (l'organisation des moudjahidines du peuple iranien) critique la façon dont l'affaire est gérée par la Belgique ; ayant été otage, elle considère qu'Olivier Vandecasteele doit être libéré mais s'oppose au renvoi du détenu iranien dans son pays et suggère au gouvernement belge de payer une sorte de rançon : « il y a d'autres moyens de négociations, comme envisager le prix de sa libération. Que l'on paye sa libération ! Je préfère qu'on donne de l'argent au gouvernement iranien, plutôt qu'on libère un terroriste qui risque de commettre d'autres attentats ». Il est à noter que si Ingrid Betancourt a émis de fortes critiques à l'encontre du gouvernement belge sur ce dossier telles que : "Le gouvernement belge adopte une attitude de faiblesse et de lâcheté", elle a néanmoins activement participé à plusieurs évènements (discours, conférence de presse, ...) , démarches et recours juridiques à l'encontre de l'État belge afin d'empêcher la mise en application du traité de transfert de prisonniers condamnés entre la Belgique et l’Iran.

## Large mobilisation internationale
La prise d'otage d'Olivier Vandecasteele n'aura été révélé au grand public qu'à partir du 5 juillet 2022 via les médias. Les premiers mois, la famille avait été conseillée de ne pas révéler sa prise d'otage pour donner plus de chances à la diplomatie silencieuse d'agir plus rapidement et discrètement pour obtenir sa libération.
Dès juillet 2022, la famille et les amis d'Olivier Vandecasteele se mobilisent sur les réseaux sociaux (Facebook, Instagram et Twitter) mais également partout en Belgique et, plus tard, ailleurs en Europe et dans le monde via notamment la procédure d'actions urgentes d'Amnesty International (Japon, Australie, Nouvelle-Zélande, Etats-Unis, Royaume-Uni, Autriche, Argentine, Canada, Suisse, Allemagne, Finlande, Pays-Bas, Norvège, Allemagne, Espagne, ...).
Le 12 décembre 2022, la famille et les amis d'Olivier Vandecasteele sont présents lors d'une manifestation devant le Palais de Justice de Bruxelles et une marche publique (du Palais de Justice à la Gare du Midi de Bruxelles) organisés par les barreaux de Bruxelles, Charleroi, Dinant, Liège-Huy, Luxembourg, Mons, Namur, Tournai et Verviers dans le cadre de la journée des droits humains (qui avait lieu le 10 décembre 2022).
Le 16 décembre 2022, Amnesty International a lancé une pétition pour libérer Olivier Vandecasteele. La lettre de pétition était adressée au Chef du pouvoir judiciaire, Gholam-Hossein Mohseni-Eje'i. C'est également en décembre 2022, qu'un camion (à son effigie) avec des proches et des citoyens engagés commence à parcourir les routes afin de distribuer des affiches de soutien et de récolter un maximum de signatures pour la pétition lancée par Amnesty International Belgique Francophone et Amnesty International Vlaanderen; et ce, pendant de nombreux mois.
La ville de Lyon (où Olivier Vandecasteele a travaillé pendant quelques années) ensemble avec ses amis lyonnais et ses anciens collègues se mobilisent apposant ainsi la toute première bâche de soutien sur la façade de la Mairie le 18 décembre 2022. La ville de Bruxelles suit le mouvement en déployant une mega bâche à son tour fin décembre 2022 sur la façade de l'Hotel Continental sur la Place De Brouckère en plein centre de Bruxelles (la seule bâche anglophone).
Un premier rassemblement public est organisé par la famille et les amis d'Olivier Vandecasteele à la place Albertine de Bruxelles en la date symbolique du 25 décembre 2022 - jour de Noël sous le slogan : "Noël à Bruxelles sans Olivier".
Le 12 janvier 2023, c'est au tour de la ville de Tournai de déployer une gigantesque bâche sur le beffroi de Tournai, ville dont il est originaire lors d'un événement public ayant rassemblé de nombreux tournaisiens et tournaisiennes.
Le 20 janvier 2023, lendemain de son 42e anniversaire et 2 jours avant un grand rassemblement national, l'ensemble des journaux francophones de Belgique mettent Olivier Vandecasteele à la Une de leurs journaux respectifs. Un dossier spécial de plusieurs pages est également publié. Ce dossier a été corédigé par l'ensemble des rédactions - fait et soutien inédit de la part de la presse belge. Lors de cette initiative, plus de 50 personnalités de la société belge marque leur soutien et demande la libération immédiate d'Olivier Vandecasteele (politiciens, sportifs, universitaires, partenaires sociaux, des chefs d'entreprises, personnalités issues du monde de la société civile ou encore du monde culturel, ...).
Il s'ensuit ensuite une mobilisation citoyenne impressionnante pendant de nombreux mois en Belgique : plus de 1200 personnes présentes malgré le grand froid et la neige le dimanche 22 janvier à la place de l'Albertine à Bruxelles.
Du soutien d'autres secteurs aussi et des bâches auront également été placées sur les façades de nombreux bâtiments publics et institutionnels : Parlement Bruxellois, Parlement de la Fédération Wallonie-Bruxelles, l'Elysette à Namur, Sénat et Parlement fédéral, la Province du Hainaut, l'Université Catholique de Belgique - UCLouvain, la KUL à Louvain, l'Université Libre de Bruxelles, ...
Le comité de soutien d'Olivier Vandecasteele s'est vu remettre le 25 janvier 2023 le prix pour la Démocratie et les Droits de l’Homme 2023 par le Parlement de la Fédération Wallonie-Bruxelles lors d'une séance du parlement.

## Libération
Olivier Vandecasteele est libéré le 26 mai 2023, après 456 jours de détention. C'est finalement non pas via le Traité d'échanges de prisonniers Iran - Belgique mais grâce à l'arrêté royal relatif à l'article 167 de la constitution belge qu'Olivier Vandecasteele recouvre la liberté. En effet, de graves menaces pesant sur la sécurité du pays et de lourdes menaces de durcissement et reconversion de la peine d'Oliver Vandecasteele en peine de mort pousse le Roi Philippe et le gouvernement belge à activer cet arrêté pour procéder à l'échange de prisonniers.
C'est le Premier Ministre belge Alexander De Croo qui en fait l'annonce personnellement le vendredi 26 mai via la diffusion d'un message vidéo officiel du gouvernement belge sur les réseaux sociaux et sur les chaines de télévision nationales lors d'éditions spéciales diffusées en direct.
De nombreux citoyens belges ont suivi la progression de ce retour grâce au numéro de vol (BAF657) et via l'application / site internet FlightRadar24. L'avion militaire aura atterri à l'aéroport militaire de Melsbroek à 21h29.
Sa libération est effectuée en échange d'Assadollah Assadi, un Iranien condamné pour terrorisme en Belgique ayant déjà purgé un quart de sa peine.
Transféré tôt dans la matinée à Oman, Olivier Vandecasteele y passe quelques examens médicaux avant d'être rapatrié vers la Belgique le jour même avec un avion militaire. De nombreux citoyens belges suivent la progression de ce retour en direct à la TV grâce au numéro de vol de cet avion de la Belgian Air Force (numéro BAF657) ou via l'application / site internet FlightRadar24.
L'avion militaire atterrit à l'aéroport militaire de Melsbroek (périphérie Bruxelloise) à 21h29. C'est dix minutes plus tard - à 21h39 précises qu'Olivier Vandecasteele sort de l'avion et saute dans les bras de sa mère et sa sœur Virginie présentes ainsi que tout le reste de sa famille et son meilleur ami Olivier Van Steirtegem sur le tarmac de l'aéroport. Cette scène est suivie par des milliers de Belges en retransmission en direct sur leur télévision et via les réseaux sociaux.
Olivier Vandecasteele rejoint quelques minutes plus tard l'intérieur de l'aéroport de Melsbroek où il s'entretient d'abord avec sa famille (à l'abri des regards des médias et en toute intimité) et ensuite une délégation ministérielle composée du Premier Ministre Alexander De Croo, des ministres de la Justice, des Affaires intérieurs et de la Défense respectivement Vincent Van Quickenborne, Hadja Lahbib et Ludivine Dedonder et quelques membres de leurs équipes.
Le samedi 27 mai 2023 à 10h30, une conférence de presse relative au retour de l'humanitaire est organisée par son comité de soutien au Residence Palace à Bruxelles. Sont notamment présents son meilleur ami, Olivier Van Steirtegem et ses avocats : Michel Kaiser et Chloé Georgiev qui prendront le temps dé répondre extensivement aux médias présents. La conférence de presse est retransmise en direct à la tv belge.
Le dimanche 28 mai 2023, une équipe "Free Olivier Vandecasteele" de plus de 120 coureurs et marcheurs participe à la 43e édition des 20 km de Bruxelles. L'équipe, censée courir et marcher pour défendre la libération de ce dernier, célèbre son retour tout en honorant l'une des dernières activités organisée par son comité de soutien. Le Premier Ministre vient même à la rencontre de l'équipe sur son stand nr.37.
Le mercredi 28 juin 2023, c'est au Tour de la ville de Tournai de célébrer le retour d'Olivier Vandecasteele. Vandecasteele s'adresse pour la première fois en direct et public pour remercier les nombreux soutiens dont sa famille, ses amis et lui-même auront bénéficié tout au long de la campagne publique de presque un an. La bâche du beffroi de Tournai est enlevée symboliquement sous ses propres yeux.
Le vendredi 30 juin 2023, le concert "Music For Olivier" se joue au Botanique. C'est la dernière action publique mise en oeuvre par son comité de soutien. Le concert, organisé et planifié depuis de nombreux mois par les amis et amies musiciens/musiciennes d'Olivier Vandecasteele, offre une nouvelle occasion à ce dernier de s'exprimer publiquement tout en mettant en avant le travail d'Amnesty International Belgique francophone et Amnesty International Vlaanderen (à qui tous les bénéfices de cette soirée sont destinés).

## Protect Humanitarians
Olivier Vandecasteele est le fondateur et directeur de "Protect Humanitarians", une alliance lancé en mars 2024 et qui plaide pour une meilleure protection du personnel humanitaire de première ligne, l’amélioration du soutien en santé mentale, et l’augmentation de l’aide juridique aux victimes et survivants.

### Réactions
- Le ministre belge de la Justice, Vincent Van Quickenborne : « Les autorités iraniennes n'ont donné aucune raison valable qui tienne juridiquement »[10].

- La commune de Perwez : « De son côté, la Commune de Perwez, selon les informations dont elle dispose, tient également à s'associer à ce mouvement de soutien à Olivier Vandecasteele mais aussi à sa famille et à tous ceux qui se battent pour le sortir des geôles iraniennes »[43].
- Le président du Parlement de la Fédération Wallonie-Bruxelles, Rudy Demotte : « Je condamne fermement cette injustice ». Il a demandé à l'ambassadeur iranien de Belgique de faire tout ce qui est en son pouvoir pour libérer Olivier Vandecasteele[44].
- La ville de Tournai, son bourgmestre Olivier Delannois et le collège communal : une bâche sur le beffroi de Tournai[45].
- La ministre belge des Affaires étrangères, Hadja Lahbib : « Pour la Belgique, M. Vandecasteele est innocent et doit être libéré. D'ici là, nous demandons une amélioration de ses conditions de détention »[46].
- L'ancienne sénatrice de la république de Colombie, Ingrid Betancourt : « Tout ça doit être traduit devant la Cour pénale internationale ! »[14].
- Le ministre belge de la Justice, Vincent Van Quickenborne : " Nous réussirons à récupérer Olivier Vandecasteele"[47].
- Le Premier Ministre belge, Alexander De Croo :  «La vie d’Olivier Vandecasteele a toujours primé. C’est une responsabilité que je prends sur moi et que j’assume ».

## Distinctions
Officier du Mérite wallon (O.M.W.) : Olivier Vandecasteele est promu, le samedi 14 septembre 2023 à l'Elysette à Namur, au grade d’Officier du Mérite wallon.
L’université libre de Bruxelles (ULB) a remis la médaille de l’université à Olivier Vandecasteele lors de la cérémonie des doctorats honoris causa du 14 décembre 2023.